# Olympische Jugend-Winterspiele 2016/Teilnehmer (Südkorea)
| Gelbes Symbol für Goldmedaillen mit stilisierten Olympischen Ringen | Graues Symbol für Silbermedaillen mit stilisierten Olympischen Ringen | Braundes Symbol für Bronzemedaillen mit stilisierten Olympischen Ringen |
| ------------------------------------------------------------------- | --------------------------------------------------------------------- | ----------------------------------------------------------------------- |
| 10                                                                  | 3                                                                     | 3                                                                       |

Südkorea nahm an den Olympischen Jugend-Winterspielen 2016 im norwegischen Lillehammer mit 30 Athleten in zwölf Sportarten teil.

## Medaillen
Mit zehn gewonnenen Gold-, drei Silber- und drei Bronzemedaillen belegte das südkoreanische Team Platz 2 im Medaillenspiegel.

## Sportarten

### Biathlon
| Athleten                | Wettbewerb           | Zeit (Schießfehler) | Rang |
| ----------------------- | -------------------- | ------------------- | ---- |
| Jungen                  |                      |                     |      |
| Wang Woo-jin            | 7,5 km Sprint        | 21:56,1 min (4)     | 38   |
| Wang Woo-jin            | 10 km Verfolgung     | 34:31,3 min (5)     | 34   |
| Mädchen                 |                      |                     |      |
| Abe Mariya              | 6 km Sprint          | 19:24,7 min (11)    | 11   |
| Abe Mariya              | 7,5 km Verfolgung    | 33:12,2 min (12)    | 42   |
| Gemischt                |                      |                     |      |
| Abe Mariya Wang Woo-jin | Single Mixed-Staffel | 48:34,8 min (4+17)  | 26   |

### Bob
| Athleten     | Wettbewerb | Durchgang 1 | Durchgang 1 | Durchgang 2 | Durchgang 2 | Gesamt      | Gesamt |
| Athleten     | Wettbewerb | Zeit        | Rang        | Zeit        | Rang        | Zeit        | Rang   |
| ------------ | ---------- | ----------- | ----------- | ----------- | ----------- | ----------- | ------ |
| Jungen       |            |             |             |             |             |             |        |
| Kim Sang-min | Monobob    | 58,02 s     | 9           | 58,53 s     | 12          | 1:56,55 min | 11     |

### Curling
| Athleten                                          | Wettbewerb | Gruppenrunde | Gruppenrunde | Viertelfinale      | Viertelfinale      | Halbfinale         | Halbfinale         | Finale             | Finale             | Finale             |
| Athleten                                          | Wettbewerb | Siege        | Niederlagen  | Gegner             | Ergebnis           | Gegner             | Ergebnis           | Gegner             | Ergebnis           | Rang               |
| ------------------------------------------------- | ---------- | ------------ | ------------ | ------------------ | ------------------ | ------------------ | ------------------ | ------------------ | ------------------ | ------------------ |
| Gemischt                                          |            |              |              |                    |                    |                    |                    |                    |                    |                    |
| Hong Jun-yeong Kim Ho-geon Lee Ji-young Oh Su-yun | Team       | 3            | 4            | nicht qualifiziert | nicht qualifiziert | nicht qualifiziert | nicht qualifiziert | nicht qualifiziert | nicht qualifiziert | nicht qualifiziert |

### Eishockey
| Athleten    | Wettbewerb       | Qualifikation | Qualifikation | Finale | Finale |
| Athleten    | Wettbewerb       | Punkte        | Rang          | Punkte | Rang   |
| ----------- | ---------------- | ------------- | ------------- | ------ | ------ |
| Mädchen     |                  |               |               |        |        |
| Eom Su-yeon | Skills-Challenge | 15            | 5             | 9      | 6      |

### Eiskunstlauf
| Athleten                  | Wettbewerb | Kurzprogramm | Kurzprogramm | Free Skating/Dance | Free Skating/Dance | Gesamt | Gesamt |
| Athleten                  | Wettbewerb | Punkte       | Rang         | Punkte             | Rang               | Punkte | Rang   |
| ------------------------- | ---------- | ------------ | ------------ | ------------------ | ------------------ | ------ | ------ |
| Jungen                    |            |              |              |                    |                    |        |        |
| Cha Jun-hwan              | Einzel     | 68,76        | 4            | 130,14             | 5                  | 198,90 | 5      |
| Mädchen                   |            |              |              |                    |                    |        |        |
| Byun Ji-hyun              | Einzel     | 56,25        | 5            | 87,45              | 8                  | 143,70 | 7      |
| Paar                      |            |              |              |                    |                    |        |        |
| Kim Su-yeon Kim Hyung-tae | Paar       | 35,86        | 8            | 72,67              | 8                  | 108,53 | 8      |

### Eisschnelllauf
| Athleten        | Wettbewerb  | Durchgang 1 | Durchgang 1 | Durchgang 2 | Durchgang 2 | Gesamt         | Gesamt |
| Athleten        | Wettbewerb  | Zeit        | Rang        | Zeit        | Rang        | Zeit           | Rang   |
| --------------- | ----------- | ----------- | ----------- | ----------- | ----------- | -------------- | ------ |
| Jungen          |             |             |             |             |             |                |        |
| Chung Jae-woong | 500 m       | 37,24 s     | 6           | 36,89 s     | 3           | 74,13 s        | Bronze |
| Chung Jae-woong | 1500 m      |             |             |             |             | 1:55,57 min    | 8      |
| Chung Jae-woong | Massenstart |             |             |             |             | 20 Punkte      | Silber |
| Kim Min-seok    | 500 m       | 37,15 s     | 5           | 37,07 s     | 6           | 74,22 s        | 5      |
| Kim Min-seok    | 1500 m      |             |             |             |             | 1:51,35 min    | Gold   |
| Kim Min-seok    | Massenstart |             |             |             |             | 30 Punkte      | Gold   |
| Mädchen         |             |             |             |             |             |                |        |
| Kim Min-sun     | 500 m       | 39,30 s     | 1           | 39,36 s     | 1           | 78,66 s        | Gold   |
| Kim Min-sun     | 1500 m      |             |             |             |             | 2:11,76 min    | 16     |
| Kim Min-sun     | Massenstart |             |             |             |             | 10 Punkte      | Bronze |
| Park Ji-woo     | 500 m       | 40,33 s     | 4           | 40,37 s     | 4           | 80,71 s        | 4      |
| Park Ji-woo     | 1500 m      |             |             |             |             | 2:03,53 st min | Gold   |
| Park Ji-woo     | Massenstart |             |             |             |             | 30 Punkte      | Gold   |

### Freestyle-Skiing

#### Halfpipe
| Athleten     | Wettbewerb | Finale       | Finale       | Finale      | Finale           | Finale |
| Athleten     | Wettbewerb | Durchgang 1  | Durchgang 2  | Durchgang 3 | Bester Durchgang | Rang   |
| ------------ | ---------- | ------------ | ------------ | ----------- | ---------------- | ------ |
| Jungen       |            |              |              |             |                  |        |
| Lee Kang-bok | Halfpipe   | 37,40 Punkte | 35,20 Punkte | 9,60 Punkte | 37,40 Punkte     | 10     |

#### Slopestyle
| Athleten     | Wettbewerb | Finale       | Finale       | Finale           | Finale |
| Athleten     | Wettbewerb | Durchgang 1  | Durchgang 2  | Bester Durchgang | Rang   |
| ------------ | ---------- | ------------ | ------------ | ---------------- | ------ |
| Jungen       |            |              |              |                  |        |
| Lee Kang-bok | Slopestyle | 12,00 Punkte | 11,40 Punkte | 12,00 Punkte     | 18     |

### Shorttrack
| Athleten        | Wettbewerb | Viertelfinale | Viertelfinale | Halbfinale   | Halbfinale | Finale             | Finale             |
| Athleten        | Wettbewerb | Zeit          | Rang          | Zeit         | Rang       | Zeit               | Rang               |
| --------------- | ---------- | ------------- | ------------- | ------------ | ---------- | ------------------ | ------------------ |
| Jungen          |            |               |               |              |            |                    |                    |
| Hong Kyung-hwan | 500 m      | 42,537 s      | 1             | 41,944 s     | 2          | 41,885 s           | Gold               |
| Hong Kyung-hwan | 1000 m     | 1:31,417 min  | 2             | PEN          | PEN        | nicht qualifiziert | nicht qualifiziert |
| Hwang Dae-heon  | 500 m      | 41,968 s      | 1             | 41,972 s     | 1          | PEN                | PEN                |
| Hwang Dae-heon  | 1000 m     | 1:32,893 min  | 1             | 1:27,312 min | 1          | 1:28,022 min       | Gold               |
| Mädchen         |            |               |               |              |            |                    |                    |
| Kim Ji-yoo      | 500 m      | 44,253 s      | 1             | 44,588 s     | 1          | PEN                | PEN                |
| Kim Ji-yoo      | 1000 m     | 1:40,773 min  | 1             | 1:35,442 min | 1          | 1:34,041 min       | Gold               |
| Lee Su-youn     | 500 m      | 45,228 s      | 2             | 46,014 s     | 2          | PEN                | PEN                |
| Lee Su-youn     | 1000 m     | 1:37,417 min  | 1             | 1:35,583 min | 2          | 1:34,118 min       | Silber             |

### Skeleton
| Athleten     | Durchgang 1 | Durchgang 1 | Durchgang 2 | Durchgang 2 | Gesamt      | Gesamt |
| Athleten     | Zeit        | Rang        | Zeit        | Rang        | Zeit        | Rang   |
| ------------ | ----------- | ----------- | ----------- | ----------- | ----------- | ------ |
| Jungen       |             |             |             |             |             |        |
| Jung Seunggi | 54,51 s     | 6           | 54,86 s     | 10          | 1:49,37 min | 8      |
| Mädchen      |             |             |             |             |             |        |
| Heo Hyegyo   | 57,51 s     | 16          | 57,51 s     | 15          | 1:55,02 min | 17     |

### Ski Alpin
| Jungen      |              |             |     |                    |                    |                    |                    |
| Bae Jun-woo | Riesenslalom | 1:25,32 min | 36  | 1:25,35 min        | 29                 | 2:50,67 min        | 29                 |
| Bae Jun-woo | Slalom       | 53,88 s     | 29  | 53,65 s            | 27                 | 1:47,53 min        | 26                 |
| Mädchen     |              |             |     |                    |                    |                    |                    |
| Hong Ye-bin | Riesenslalom | DNF         | DNF | nicht qualifiziert | nicht qualifiziert | nicht qualifiziert | nicht qualifiziert |
| Hong Ye-bin | Slalom       | 1:03,36 min | 26  | DNF                | DNF                | DNF                | DNF                |

### Skilanglauf
| Athleten   | Wettbewerb       | Qualifikation | Qualifikation | Viertelfinale      | Viertelfinale      | Halbfinale         | Halbfinale         | Finale             | Finale             |
| Athleten   | Wettbewerb       | Zeit          | Rang          | Zeit               | Rang               | Zeit               | Rang               | Zeit               | Rang               |
| ---------- | ---------------- | ------------- | ------------- | ------------------ | ------------------ | ------------------ | ------------------ | ------------------ | ------------------ |
| Jungen     |                  |               |               |                    |                    |                    |                    |                    |                    |
| Kim Magnus | Cross            | 3:01,45 min   | 1             |                    |                    | 3:05,14 min        | 1                  | 2:59,56 min        | Gold               |
| Kim Magnus | Sprint klassisch | 2:57,16 min   | 3             | 3:02,34 min        | 1                  | 2:57,19 min        | 1                  | 2:55,72 min        | Silber             |
| Kim Magnus | 10 km Freistil   |               |               |                    |                    |                    |                    | 23:04,8 min        | Gold               |
| Mädchen    |                  |               |               |                    |                    |                    |                    |                    |                    |
| Je Sang-mi | Cross            | 4:09,03 min   | 35            |                    |                    | nicht qualifiziert | nicht qualifiziert | nicht qualifiziert | nicht qualifiziert |
| Je Sang-mi | Sprint klassisch | 3:54,02 min   | 34            | nicht qualifiziert | nicht qualifiziert | nicht qualifiziert | nicht qualifiziert | nicht qualifiziert | nicht qualifiziert |
| Je Sang-mi | 5 km Freistil    |               |               |                    |                    |                    |                    | 14:55,6 min        | 25                 |

### Snowboard

#### Halfpipe
| Athleten     | Wettbewerb | Finale       | Finale       | Finale       | Finale           | Finale |
| Athleten     | Wettbewerb | Durchgang 1  | Durchgang 2  | Durchgang 3  | Bester Durchgang | Rang   |
| ------------ | ---------- | ------------ | ------------ | ------------ | ---------------- | ------ |
| Jungen       |            |              |              |              |                  |        |
| Lee Min-sik  | Halfpipe   | 77,00 Punkte | 20,25 Punkte | 77,50 Punkte | 77,50 Punkte     | 4      |
| Mädchen      |            |              |              |              |                  |        |
| Jeong Yu-rim | Halfpipe   | 82,25 Punkte | 84,50 Punkte | 42,25 Punkte | 84,50 Punkte     | Bronze |

#### Slopestyle
| Athleten    | Wettbewerb | Finale       | Finale       | Finale           | Finale |
| Athleten    | Wettbewerb | Durchgang 1  | Durchgang 2  | Bester Durchgang | Rang   |
| ----------- | ---------- | ------------ | ------------ | ---------------- | ------ |
| Jungen      |            |              |              |                  |        |
| Lee Min-sik | Slopestyle | 36,25 Punkte | 26,75 Punkte | 36,25 Punkte     | 18     |
| Ok Ho-gwang | Slopestyle | 30,25 Punkte | 18,75 Punkte | 30,25 Punkte     | 20     |